# VII. Noferkaré
VII. Noferkaré az ókori egyiptomi IX. dinasztia egyik uralkodója. I. e. 2140 körül ült a trónon. 

## Uralkodása
Neve a torinói királylista negyedik oszlopának 20. sorában szerepel, a dinasztia harmadik királyaként Meriibré Heti és egy ismeretlen nevű uralkodó után. Sem az abüdoszi, sem a szakkarai királylista nem említi, és létezését régészeti bizonyítékok sem támasztják alá.
Dinasztiája Hut-Neni-Niszu (Hérakleopolisz Magna) kormányzói családja volt, mielőtt magához ragadta a hatalmat. Uralkodói neve, a Noferkaré azt sugallja, a VI. dinasztiabeli II. Noferkaré Pepi, az óbirodalom utolsó nagy fáraója törvényes utódának tekintette magát, hasonlóan az előző, VIII. dinasztia több, Noferkaré nevű királyához. A szakirodalom helyenként VII. Noferkaré néven említi, mert egyes számozások szerint ő volt a hetedik ilyen nevű király, bár lehetséges, hogy hatnál több Noferkaré uralkodott előtte, tekintve, hogy például Noferkaré, más néven Nebkaré helye a kronológiában bizonytalan. Több elődjét – például Noferkaré Nebit, Noferkaré Hendut és Noferkaré Pepiszenebet – ma már uralkodói és személyneve együttes használatával neveznek meg.
Egyes tudósok szerint Noferkaré azonos egy bizonyos Kanoferré nevű uralkodóval, akit Anhtifi nomoszkormányzó sírjában említ egy nehezen kivehető, összefüggés nélküli felirat. Amennyiben Noferkaré valóban ugyanaz a személy, mint Kanoferré, úgy lehetséges, hogy hatalma kiterjedt Elephantinéra, Edfura és Hierakónpoliszra, azaz a felső-egyiptomi első három nomosz fővárosára is. A felirat azonban csak annyit jelent ki, hogy „Hórusz hoz/hozott/hozzon jó áradást fiának, Kanoferrének”; az igeidő bizonytalan, így a tudósok körében nincs egyetértés afelől, hogy az illető király Anhtifi fiatal korában uralkodott, vagy a leírt események idejében, esetleg egy még jóval Anhtifi előtt élt, Memphiszből kormányzó uralkodóról van szó.

## Fordítás
- Ez a szócikk részben vagy egészben  a   Neferkare, ninth dynasty című angol Wikipédia-szócikk ezen változatának fordításán alapul.  Az eredeti cikk szerkesztőit annak laptörténete sorolja fel. Ez a jelzés csupán a megfogalmazás eredetét és a szerzői jogokat jelzi, nem szolgál a cikkben szereplő információk forrásmegjelöléseként.